# Рохер Майорга
Рохер Майорга Гутьєрес (ісп. Róger Mayorga Gutiérrez, нар. 10 липня 1946, Манагуа — пом. 5 жовтня 2019, Манагуа) — нікарагуанський футболіст, який грав на позиції воротаря.

## Клубна кар'єра
Рохер Майорга вважається одним з двох найкращих нікарагуанських футбольних воротарів разом із Сальвадором Дюбуа. Майорга грав на клубному рівні за «Динамо», «Рінкон Еспаньол», «Мілка Роха» та «Флор де Канья» на батьківщині, а пізніше грав за кордоном за «Америка де Калі» в Колумбії, «Агіла» в Сальвадорі, та «Аурора» в Гватемалі. Тривалий час Майорга грав у Гондурасі, зокрема у клубі «Мотагуа», за який він зіграв 123 гри, а також грав за гондураські клуби «Універсідад», «Марафон» і «Супер Естрелья». Завершив виступи на футбольних полях у віці 38 років. Майорга встановив рекорд кількості послідовних сухих матчів у чемпіонаті Гондурасу — 10 матчів без пропущених голів між 22 лютого 1976 року та 9 травня 1976 року. Він також встановив рекорд чемпіонату Гондурасу з 838 хвилин без пропущених м'ячів, граючи за «Мотагуа» в 1976 році.

## Особисте життя
Батьками Рохера Майорги були Б'єнвеніда Майорга та Хуліо Гутьєррес. Майорга тривалий час жив із родиною в Аризоні та в Нью-Йорку. Він помер 5 жовтня 2019 року в Манагуа у віці 73 років від серцевого нападу.